# جیم والش

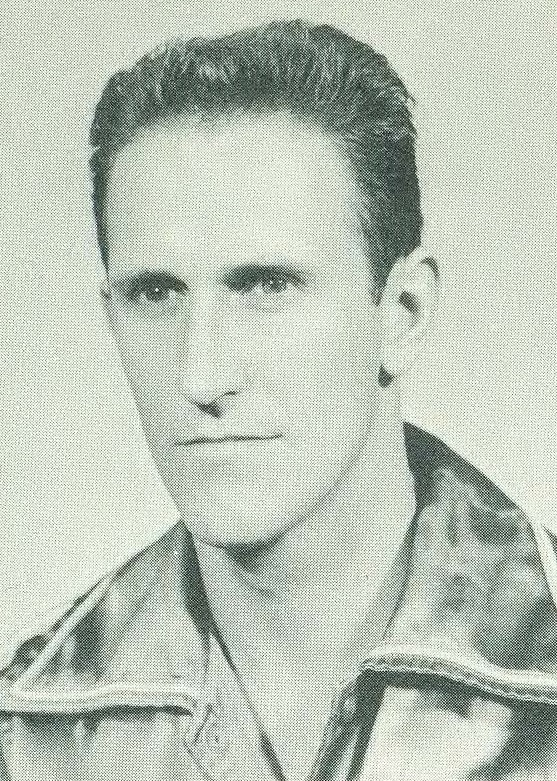
جیم والش - ۱۹۵۷

جیم والش (انگلیسی: Jim Walsh؛ زاده ۲۹ اوت ۱۹۳۰ درگذشته ۴ مارس ۱۹۷۶) یک بازیکن بسکتبال اهل ایالات متحده آمریکا بود.